# Transformatorhuisje (Grijpskerk)
Het Transformatorhuisje is een Nederlands oorlogsmonument in Grijpskerk in de provincie Groningen.

## Beschrijving
Het transformatorhuisje staat in de Middenwaarden aan de Bosscherweg, ongeveer twee kilometer buiten Grijpskerk in de gemeente Westerkwartier. Het is een in de stijl van de Amsterdamse school gemetseld gebouwtje van twee bij twee meter en drie meter hoog. Op de dichtgespijkerde bronzen deur is een plaquette bevestigd met de tekst: OP 26 OKTOBER 1944 WERD HET BEVOLKINGSREGISTER VAN DE GEMEENTE GRIJPSKERK HIER VERBORGEN VOOR DE BEZETTER. Aan het gebouwtje is een bronzen fiets bevestigd. 

## Geschiedenis
In het najaar van 1944, tijdens de Tweede Wereldoorlog, kreeg Adrianus van de Nadort, sinds 1936 burgemeester van Grijpskerk, van de Duitse bezetter opdracht om alle beschikbare mannen in de gemeente zich te laten melden voor verplichte arbeid ten behoeve van de Organisation Todt (O.T.). Dit bevel was voor Van de Nadort, die tot dan was aangebleven om de bevolking van Grijpskerk voor erger te behoeden, aanleiding om onder te duiken. Hij wist dat na hem een NSB'er tot burgemeester zou worden benoemd. Om zijn opvolger en diens ambtenaren tegen te werken, besloot Van de Nadort dat het bevolkingsregister moest verdwijnen, zodat onbekend zou zijn wie precies in de gemeente Grijpskerk woonden. In overleg met twee verzetsmensen, Hindrik van Dijk, een onderhoudsmonteur bij de Laagspanningsnetten, en Reint Middel, politieman in Grijpskerk, werd besloten dat de kaarten met persoonsgegevens zouden worden verstopt in een transformatorhuisje waarvan alleen Van Dijk de sleutel had. Op 26 oktober 1944 werden de kaarten overdag in twee postzakken verzameld en 's nachts door Van Dijk en Middel per fiets naar het transformatorhuisje gebracht.
In de nacht van 2 op 3 maart 1945 werd de verzetsgroep van Van Dijk bijna geheel opgerold, hetgeen onder anderen Van Dijk zelf het leven kostte. Zijn opvolger was Arend-Jan Dijkstra, een Grijpskerker die bij Van Dijk had gewerkt totdat de arbeidsplicht voor de O.T. werd ingesteld. Dijkstra, die op dat moment in Groningen verbleef, werd door iemand van de laagspanningsnetten op de hoogte gebracht en kreeg daarbij tevens de sleutels van alle transformatorhuisjes in handen. Toen hij een week later de deur van het gebouwtje aan de Bosscherweg opende, waaiden de persoonskaarten hem tegemoet. Onder de kabelplanken bleek ruimte voor de zakken te zijn en daar stopte hij ze zo goed mogelijk weg. Het bevolkingsregister is tot aan de bevrijding niet gevonden.

## Na de oorlog
Toen in 1998 duidelijk werd dat energiemaatschappij EDON het transformatorhuisje wilde slopen, werd een comité gevormd om dit te voorkomen en er een oorlogsmonument van te maken. Deze doelstellingen werden bereikt. De ontwerper Gert Sennema kreeg opdracht om het gebouwtje tot monument om te vormen. Het monument werd op 4 mei 2000 onthuld door Reint Middel en Henderikus van Dijk. Ook aanwezig waren burgemeester Leendert Klaassen en wethouder Riekes Hielema van de toenmalige gemeente Zuidhorn, die het onderhoud van het monument verzorgde.